# Conrad Peter Laar
Conrad Peter Laar (22 de març de 1853, Hamburg, Prússia - 11 de febrer de 1929, Bonn, Alemanya) fou un químic alemany que encunyà el concepte de tautomeria.

## Biografia
Laar estudià química entre 1872 i 1879 a l'Institut Politècnic de Hannover i la Universitat de Leipzig, on aconseguí el seu doctorat. De 1880-1884 treballà com a assistent, entre d'altres, de Kekulé a Bonn abans d'anar a la Universitat Tècnica de Hannover on fou professor de 1884 fins a 1888. Després retornà la Universitat de Bonn, on desenvolupà diferents càrrecs fins que rebé la càtedra en la fotoquímica.

## Obra

Tautomeria etanal-etenol

El 1885 Laar comprengué en tota la seva extensió els fenòmens de tautomeria i els definí en el sentit actual.